# 법복

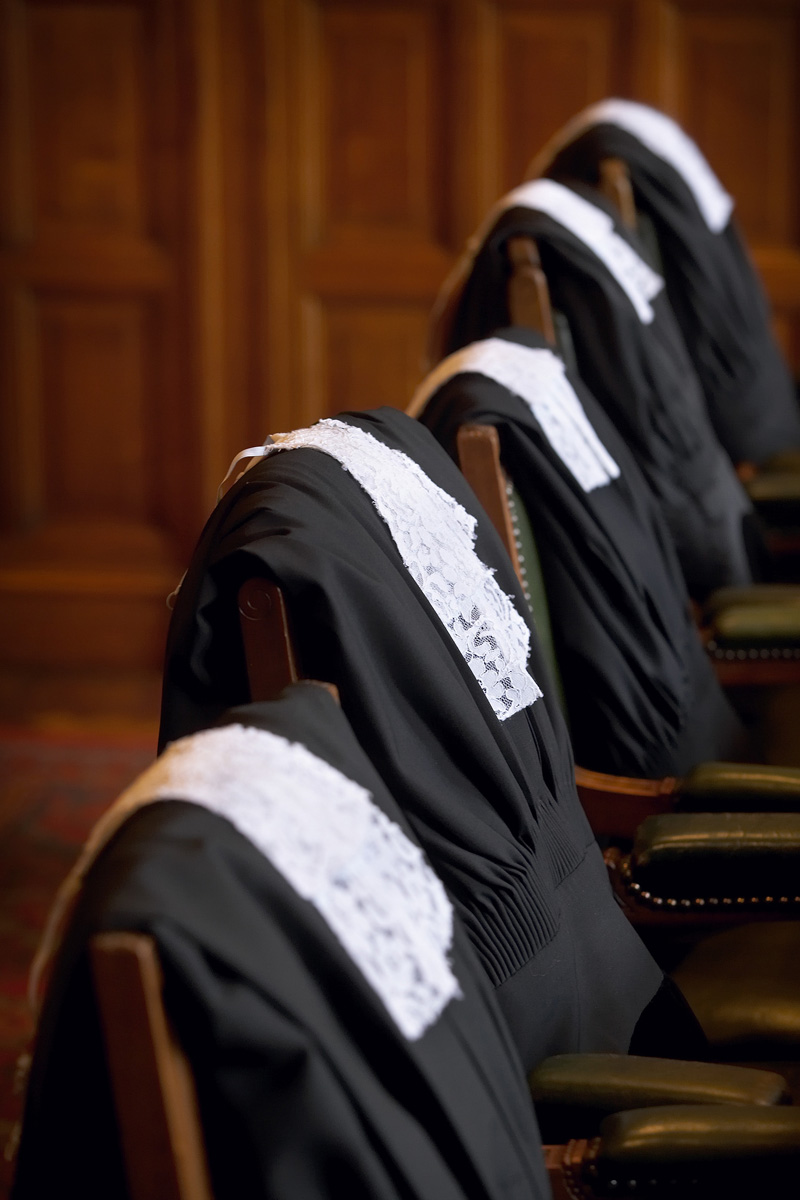
법복

법복(法服)은 재판에 참여하는 판사와 검사가 법정에서 착용하는 제복이다. 검은 가운으로 되어 있다.